# حليزنيات
حليزنيات (الاسم العلمي: Spirillaceae) هي فصيلة من البكتيريا، سلبية الغرام، تتبع رتبة وحيدات الخلية منتجة النيتريت.